# Поповени (Долж)
Поповени (рум. Popoveni) насеље је у Румунији у жупанији Долж у граду Крајова. Место се налази на надморској висини од 73 m.

## Становништво
Према подацима из 2002. године у насељу је живело 863 становника, од којих су сви румунске националности.